# 蒲原稔治
蒲原 稔治（かもはら としじ 1901年7月22日 - 1972年3月26日）は、日本の生物学者。主に土佐湾を中心に魚類の研究を進めて多くの新種を発表。魚類の分類に大きな業績を残した。

## 経歴
1901年（明治34年）、高知県長岡郡五台山村に生まれる。1919年（大正8年）年、高知県立第一中学校（現、高知県立追手前高等学校）を卒業後、東京逓信官吏練習所に入学するも同年中に退学。1920年（大正9年）、松山高等学校理科甲類入学。1923年（大正12年）、東京帝国大学理学部動物学科入学。1926年（昭和元年）に同大学を卒業．同年、広島輜重兵第5大隊に入隊。翌1927年（昭和2年）に帰休し，旧制高知高等学校動物科講師嘱託となる。1928年（昭和3年）、同校教授。1928年より魚類の分類学的研究を開始し、田中茂穂に師事する。1938年（昭和13年）に応召され、善通寺山砲兵第11連隊第8中隊に入隊。1939年（昭和14年）4月30日帰任。同年に理学博士となる。第二次世界大戦後の1949年（昭和24年）、新たに発足した高知大学文理学部教授となる。
1950年（昭和25年）、高知県に昭和天皇の戦後巡幸があり、土佐生物学学会会長として室戸岬で昭和天皇に植物群落の説明を行う。
その後、1953年（昭和28年）、高知大学文理学部付属臨海実験所が設立されると所長兼任となる。1965年（昭和40年）に高知大学を定年退官。1968年（昭和43年）に名古屋保健衛生大学教授となる。1972年（昭和47年）年3月26日、脳梗塞で死去。

## 著作
- 『深海の魚族』日本出版社 1949年
- 『土佐の魚』高知県文教協会 1949年
- 『土佐及び紀州の魚類』高知県文教協会 1950年
- 『原色日本魚類図鑑 第5』保育社 1955年
- 『標準原色図鑑全集 第4巻』保育社 1966年